# Coeficiente de rozamiento
Los  coeficientes  de rozamiento o los coeficientes de fricción  están vinculados a la oposición al deslizamiento que ofrecen las superficies de dos cuerpos en contacto según la intensidad del apoyo mutuo que experimentan. Es un coeficiente adimensional. Usualmente se representa con la letra griega μ (mi).
El valor del coeficiente de rozamiento es característico de cada par de materiales en contacto; no es una propiedad intrínseca de un material. Depende además de muchos factores como la temperatura, el acabado de las superficies, la velocidad relativa entre las superficies, etc. La naturaleza de este tipo de fuerza está ligada a las interacciones de las partículas microscópicas de las dos superficies implicadas.
Por ejemplo,  hielo sobre una lámina de acero pulido tiene un coeficiente bajo; mientras que el caucho sobre el pavimento tiene un coeficiente alto. El coeficiente de fricción puede tomar valores desde casi cero y normalmente no sobrepasa la unidad.

## Rozamiento estático y rozamiento dinámico
La mayoría de las superficies, aun las que se consideran pulidas, son extremadamente rugosas a escala microscópica. Cuando dos superficies son puestas en contacto, el movimiento de una respecto a la otra genera fuerzas tangenciales llamadas fuerzas de fricción, las cuales tienen sentido contrario al movimiento, la magnitud de esta fuerza depende del coeficiente de rozamiento dinámico.
Existe otra forma de rozamiento relacionada con el anterior, en que dos superficies rígidas en reposo no se desplazan una respecto a la otra siempre y cuando la fuerza paralela al plano tangente sea suficientemente pequeña, en este caso el coeficiente relevante es el coeficiente de rozamiento estático. La condición para que no haya deslizamiento es que:

{\displaystyle {\frac {F_{\|}}{F_{\bot }}}\leq \mu _{e}}

Donde: 
{\displaystyle F_{\|}}, es la fuerza paralela al plano de tangencia que intenta deslizar las superficies.
{\displaystyle F_{\bot }}, es la fuerza normal o perpendicular al plano de tangencia.
{\displaystyle \mu _{e}\,}, es el coeficiente de rozamiento estático.
Para superficies deformables conviene plantear la relación anterior en términos de tensiones normal y tangencial en un punto, habrá deslizamiento relativo si en algún punto:

{\displaystyle {\frac {|\tau |}{|\sigma |}}={\frac {|\mathbf {n} \times \mathbf {T} (\mathbf {n} )|}{|\mathbf {n} \cdot \mathbf {T} (\mathbf {n} )|}}\leq \mu _{e}}

Donde:
{\displaystyle \mathbf {n} } es el vector normal unitario al plano tangente de contacto entre superficies.
{\displaystyle \mathbf {T} (\cdot )} es el tensor de tensiones en uno de los dos sólidos en contacto.

## Ángulo de rozamiento

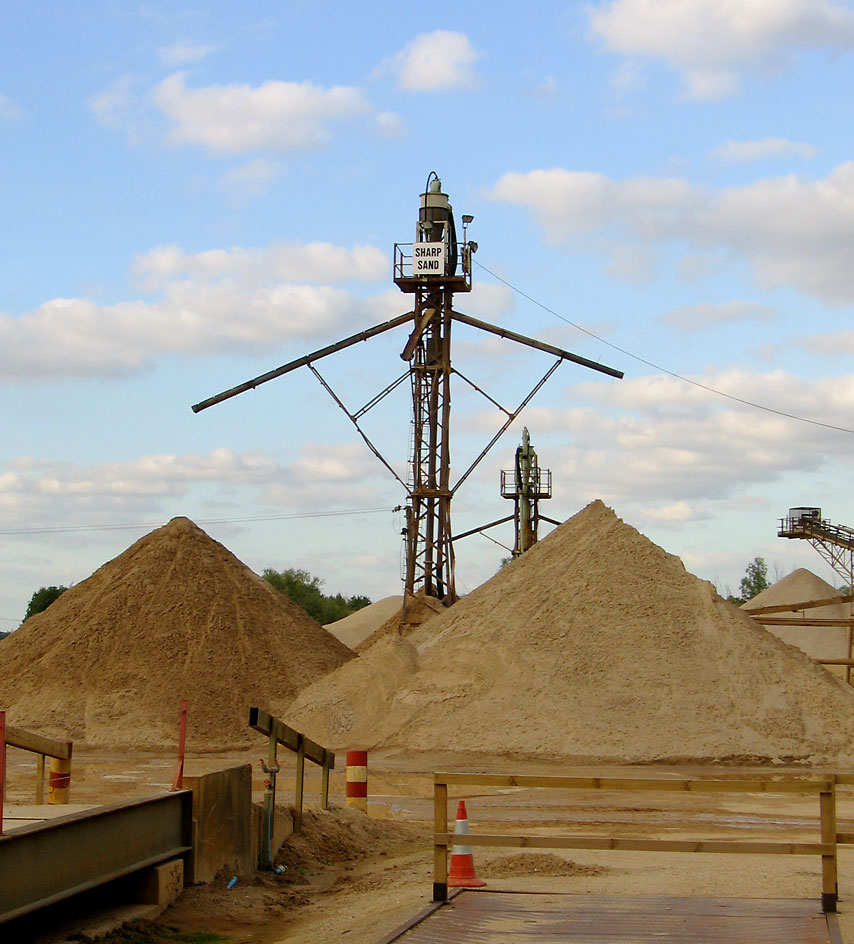
La arena adopta una forma de cono con la inclinación de su ángulo de rozamiento interno.

Al considerar el deslizamiento de un cuerpo sobre un plano inclinado, se observa que al variar la inclinación de dicho plano, el objeto inicia el movimiento al alcanzarse un ángulo de inclinación crítico. Esto se debe a que al aumentar la inclinación, se reduce paulatinamente la componente perpendicular del peso, la fuerza N, que es proporcional al coseno del ángulo de inclinación.
Independientemente del peso del cuerpo, ya que a mayor peso, aumentan tanto la fuerza que tira el objeto cuesta abajo, como la fuerza normal que genera el rozamiento. De este modo, un coeficiente de rozamiento dado entre dos cuerpos equivale a un ángulo determinado, que se conoce como ángulo de rozamiento.
Mediante este ángulo se puede calcular μe, observando hasta qué ángulo de inclinación las dos superficies pueden mantenerse estáticas entre sí:

{\displaystyle \tan \alpha =\mu _{e}\,}

Determinados materiales granulares, como la arena, la grava, los suelos y en general los graneles, tienen un determinado coeficiente de rozamiento entre los granos que los conforman. El ángulo asociado es precisamente el ángulo que formaría un montón estable de dicho material, por ello se conoce a esta propiedad como ángulo de rozamiento interno.